# 王炬 (1911年)
王炬（1911年12月10日—2003年8月7日），字子和，本名惠林，筆名華步庭主，外號「太極膽」，男，山东濰縣人。王炬一生從事楊氏太極武藝的傳承及國語文教育事業，對保存中國傳統文化功不可沒，可謂文武兼備。對太極武藝的問題提出見解，曾言：「太極若不現代學術化，沒有方法杜絕它不庸俗化，不把它交到體育學者手裡，沒有希望不看到它江湖化」。以科學性的研究而科學化，並依此著述論文，及整理、充實太極武藝教材。

## 生平
1937年日軍侵華，王子和投筆從戎，隨軍南下參加徐州保衛戰。
1941年拜楊氏太極拳第三代宗師楊澄甫之徒呂殿臣先生為師，學習楊家太極武藝。
1945年10月，與魏建功、何容在台灣組成臺灣省國語推行委員會，於電台開設讀音示範、創辦國語日報。
1996年獲頒「全球中華文化藝術薪傳獎·中華武藝獎」，為「武藝獎」的第一位得主，並列入《中華太極拳名人錄》一書。

## 外部連結
- . @ 樂活太極武術園地. :: 痞客邦 ::. 2008-06-30  [2020-02-14] （中文（臺灣））.
- . www.facebook.com.   [2020-02-14] （英语）.
- 楊太極武藝協會